# 1. санитетски батаљон
1. санитетски батаљон је била санитетска јединица Војске Републике Српске, у саставу Првог крајишког корпуса.

## Историјат
Прва мобилизација извршена већ 10.јула 1991. у кругу касарне Залужани. Од 4 санитетска батаљона која су се налазила на територији Социјалистичке републике БиХ само је извршена мобилизација 5. санитетског батаљона. У Залужанима је батаљон био до 25. августа 1991. Једна хируршка екипа из састава батаљона послана је у Дом здравља у Двор на Уни ради указивања хируршке помоћи повређеним борцима са подручја Баније. На овој локацији хируршка екипа је остала 15 дана и збринула 21 повријеђено лице.
Друга мобилизација 5. санитетског батаљона и преласка из мирнодопске у ратну јединицу извршена је 16. и 17. септембра 1991. на формацијски мобилизацијском месту у Бронзаном Мајдану. Ту су формиране све чете по формацији из општина Бања Лука, Мркоњић град, Сански Мост, Кључ, Градишка и Кнежево. Након формирања јединице у Бронзаном Мајдану 5. Санитетски батаљон се премешта у касарну "Врбас", у једну од зграда школског центра, гдје је током цијелог периода до краја рата остао својим главним делом. У овим просторијама формирана је установа са 250 болничких кревета, и адекватним амбулантама: хируршком, интернистичком, неуролошком и психијатријском, лабораторијом, апотеком и помоћним одељења. Истовремено у просторијама Војномедицинског центра је смјештено једно хируршко одељење, друго у просторијама болнице у Приједору, а треће у болници у Градишци. Ова хируршка одељења су радила самостално у пружању адекватне хируршке помоћи, али су и медицинска особља тих установа активно учествовала у раду, односно дошло је до обједињавања санитетске и здравствене службе територије. Хируршка станица формирана у Војно медицинском центру, од стране 1. санитетског батаљона, обављала је своју дјелатност од почетка до краја рата у ВМЦ, а љекари ВМЦ су се углавном налазили у ратним санитетским јединицама.
Хируршка станица у Градишци дјеловала је од септембра 1991. до априла 1992. године и примала је повређене из Западне Славоније. Даље збрињавање припадника Војске Републике Српске Крајине из Западне Славоније, осим у Бучју и Окучанима, вршио је 1. Снб у Бања Луци. Хируршка станица у болници Приједор вршила је збрињавање повријеђених и обољелих бораца са Баније и Кордуна, све док није почео рат у БиХ. У збрињавању повређених бораца кључно мјесто припада хируршкој клиници Клиничког центра Бања Лука, којом је руководио професор др Милорад Станишић. Први санитетски батаљон је формирао 6 хируршких екипа којима су руководили: др Петар Аћимовац, др Никица Андромако, др Здравко Марић, др Бране Топић, др Драган Костић, др Јован Ћулум и проф. др Жарко Ећим. Поред ових радили су и љекари на специјализацији хирургије и асистенти. У хируршким станицама радили су анестезиолози др Дарко Голић, Здравко Јосиповић, а у првој половини рата и др Стево Мрђа. Уз њих у мобилним хируршким екипама радили су и медицински техничари, инструментари, болничари, особље за позадинско обезбеђење, кувари и возачи санитетских аутомобила. Поред збрињавања повријеђених припадника 1. Крајишког корпуса 1. Снб је у значајној мери збрињавао повријеђене борце Другог крајишког корпуса, као и припаданике других јединица које су из источног дијела Републике Српске Крајине долазиле на ратиште у Крајину и Посавину. Након почетка рата у БиХ сви љекари активне војне старјешине из Војне Болнице Сарајево (осим Команданта 1. СнБ) напустили су санитетски батаљон, неки самовољно, а неки по наређењу предпостављене команде. Дужност ових љекара преузели су љекари Клиничког центра и Дома здравља Бања Лука. У хируршким мобилним станицама пружана је неодложна хируршка помоћ. Преостали повријеђени збринути су касније или су транспортовани у Клинички центар Бања Лука или 1.Снб. Ослобађањем "Коридора живота" за западни дио Републике Српске и Републику Српску Крајину било је од виталног интереса. Комуникација са Србијом за санитетску службу значила је рјешење за збрињавање бораца са најтежим повредама (а касније рехабилитација у центрима у Србији), за које у Републици Српској није било ни материјалних ни кадровских могућности. Од почетка до краја рата у Београд је евакуисано око 11.000 најтеже повријеђених бораца и око 2.000 бораца који су ишли на контролне редовне прегледе.
По ослобођењу Посавине хируршка станица премјештена је из Прњавора у Дом здравља Модрича, и ту је остала око 4 мјесеца, а затим је престала потреба за њеним радом. Сљедећа оперативна дејства на Озрену захтјевала су формирање хируршке станице на Озрену и то у с. Тумаре, у једној старој напуштеној школи. Услови за рад хируршке станице у тој школи били су изузетно тешки, тако да је обим рада морао бити редукован на најнеопходније хируршке интервенције и то првог реда хитности и обрада лакших повреда како би се такви борци
што пре вратили усвоје јединице. Са Озрена се доста често користио хеликоперски транспорт до 1. Снб у Бања Луци. Ова хируршка екипа је остала у с.Тумаре око три и по мјесеца, а затим је повучена и рањеници су транспортовани у болницу у Добоју током цијелог наредног периода рата. Санитетски батаљон у свом саставу имао и покретну лабораторију за производњу свих врста инфузионих раствора са своје потребе, санитетску службу Другог крајишког корпуса, као и за потребе Клиничког центра у Бања Луци и свих других здравствених установа на подручју Босанске Крајине којима су ти раствори били потребни. Лабораторија за производњу инфузионих раствора успешно је радила од почетка до краја рата, са локацијом у једној хали предузећа "Космос" у Бања Луци. Након операције "Коридор" по наређењу Команданта 1. КК, генерала Момира Талића 1. Снб формира хируршке станице у Теслићу и на Влашићком опертивном правцу у Кнежеву. Ове хируршке станице смјештене су у просторијама Домова здравља, али су биле одвојене од просторија цивилне здравствене службе. Треба нагласити да је здравствено особље цивилне службе увијек пружало пуну помоћ особљу хируршке станице, нарочито у постоперативној њези повријеђених бораца. После операције пробоја Коридора, 1. КК је имао велики број повријеђених бораца са тешким повредама који су евакуисани у Београд на ВМА и у Клинички центар Београд. То су били повријеђени борци чије хируршко љечење траје дуго, гдје су више пута биле потребне субспецијалистичке хируршке интервенције, како би се смањили степени инвалидности. Након санирања повреда, упућивани су на даље љечење у рехабилитационим центрима Србије: Меленци, Стари Сланкамен, бања Јунаковић код Суботице, бања Селтерс у Младеновцу, Врњачка бања, Матарушка бања, Богутовачка бања, Рибарска бања и други центри Србије, посебно ортопедска клиника у Сокобањској улици у Београду.
Током рата 1. Санитетски батаљон изгубио је пет својих припадника, а једног припадника непосредно по успостављању мира. Завршетком рата престала је потреба за постојањем  санитетског батаљона као ратне јединице. Јединица је расформирана, али је остао један дио припадника, јер је потреба за љечењем теже поврјеђених бораца и инвалида на рехабилитацији трајала до краја 1996.године. Медицинско особље се вратило у своје матичне установе, на своја радна места, у Клинички центар Бања Лука и домове здравља са територије 1.КК.

## Састав батаљона
Санитетски батаљон је у свом саставу имао:
- Команду батаљона,
- Одјељење за везу Команде батаљона,
- Прву хируршку чету,
- Другу хируршку чету,
- Медицинску чету,
- Вод за санитетско снабдевање,
- Чету санитетских аутомобила
- Позадинску чету,
- Вод (са лабораторијом) за израду инфузионих раствора

## Командна батаљона
Команда 1. санитетског батаљона по формацији имала је:
- Командант санитетског батаљона - пуковник др Слободан Вујичић,
- Помоћник команданта за лечење - потпуковник др Момир Пушац Момир, (послије краћег времена постављен на дужност предсједника војно-љекарске комисије и на тој дужности је остао до краја рата,
- Помоћник команданта за позадину - потпуковник Велимир Мајсторовић,
- Помоћник команданта за санитеско снабдјевање потпуковник Драган Арамбашић ,
- Помоћник команданта за морал и персоналне послове - мајор Светислав Савићевић,
- Референт за безбједност - капетан Милан Веселиновић,
- Референт за саобраћај - поручник Сергеј Ђукић,
- Помоћник референта за саобраћај - Перица Пурић
- Референт за правне послове - правник Новак Петраш,
- Референт за персоналне послове - старији водник Јово Вулин,
- Руководилац материјалних средстава - ст. водник Славко Стојнић,
- Референт за опште послове - оделење за везу - ст. водник Недељко Полић,
- Командант за обезбеђење јединице - заставник Раде Лазић.